# ジャスティン・ノヅカ
ジャスティン・ノヅカ（Justin Tokimitsu Nozuka 、1988年9月29日 -）は、カナダの歌手である。
ニューヨークで生まれた。フルネームはジャスティン・トキミツ・ノズカである。

## 経歴
父親が日本人で母親がアメリカ人（キーラ・セジウィックの姉妹。）のハーフ。彼が3歳の時に両親は離婚、母親に育てられる。音楽家として活動している兄の影響で音楽に目覚める。18歳でデビュー。美しい歌声が注目された。メジャー・レコード会社との契約を勧められるが、「自分のレコードは自分自身で、自分の意思で作りたい」と主張し、オファーを拒否した。19歳にしてアルバム「「HOLLY～ホーリー～」」を出した。
影響されたアーティストはローリン・ヒルとマーヴィン・ゲイ。
2011年フランス音楽賞NRJアウォード"Duo Of The Year"を受賞した。

## 日本での活動
フジロック・フェスティバルに2年連続で参加した。